# Pesca elettrica

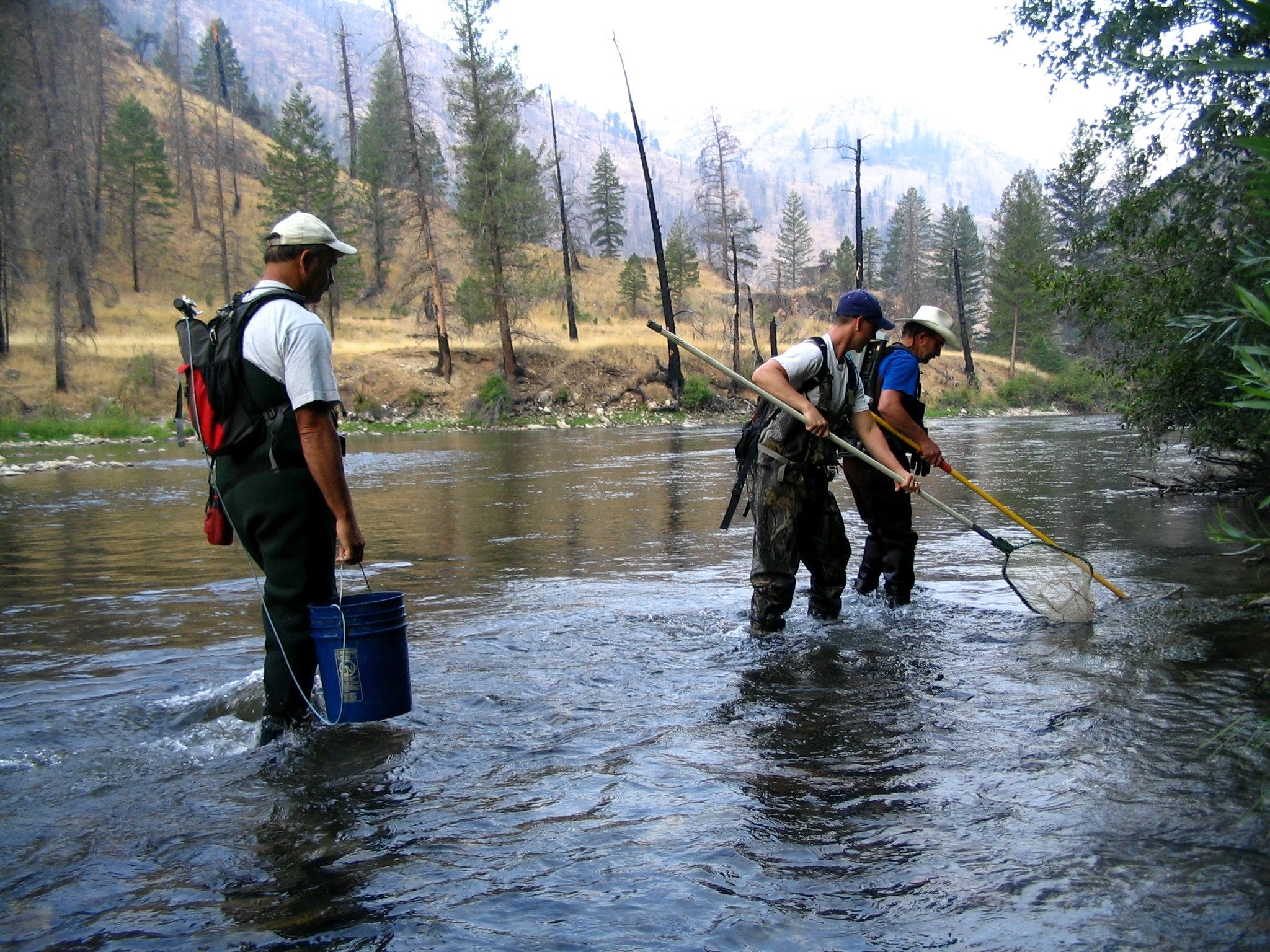
Pesca elettrica in un fiume in Idaho per marchiare giovani salmoni

La pesca elettrica o elettropesca è una tecnica di pesca che utilizza corrente elettrica in acqua per attirare i pesci verso gli elettrodi e stordirli. Il metodo è stato inventato già nel XIX secolo, ma il suo funzionamento non è stato ancora pienamente compreso.

## Danni
Anche se può non provocare ferite visibili spesso provoca danni alla colonna vertebrale e emorragie interne. I danni sono più probabili se le dimensioni del pesce sono maggiori.